# Nosticové
Nosticové, něm. i staročesky Nostitz, je jméno starého šlechtického rodu původem z Horní Lužice, kde vlastnili sídlo Nostice u Budyšína, který se brzy rozšířil také do Slezska, Lužice, Čech a Polska.

## Dějiny rodu

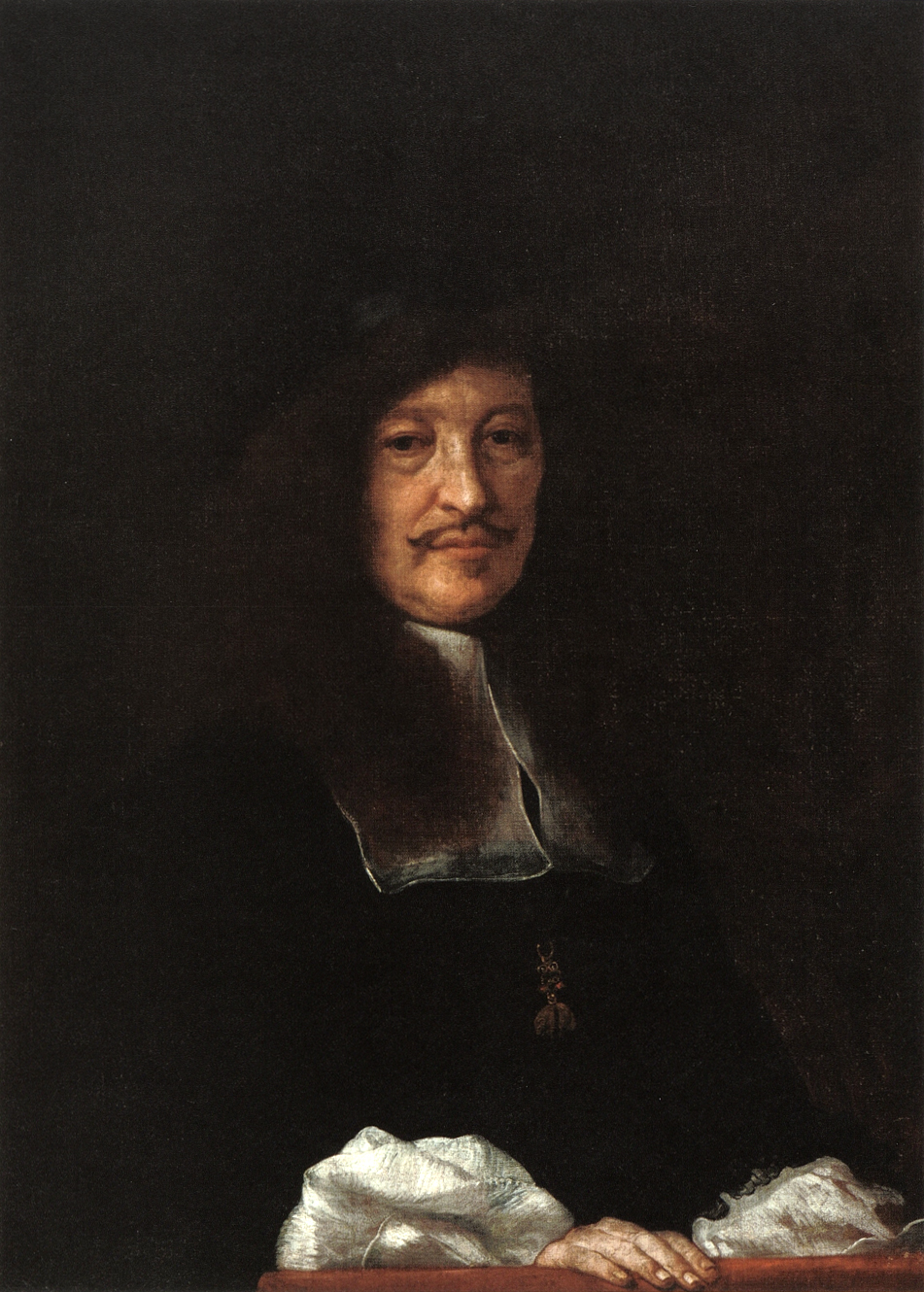
Jan Hartvík z Nostic (1610–1683)

Páni z Nostic se objevují již roku 1280 jako majitelé hradu a panství Nostitz, jež roku 1439 prodali. Rod pánů z Nostic se rozdělil na tři větve Unwürde (u Kytlice) s liniemi Unwürde a Cunewalde, Ullersdorf (jižně od Jänkendorfu) a dvěma liniemi Ullersdorf a Schönbrunn (k té poslední patří též slezské vedlejší linie z Damiče, Ransova, Lampertsdorfu a z Cedlic) dále také Rozburk s liniemi Rothenburg, Guttau a Čocha. Původní rodová linie rozburských Nosticů začíná Kašparem z Nostice († 1484), jehož tři synové, Hartwig, Jiří a Ota, založili linie Čocha, Guttau a Rozburg, jež se později ještě rozvětvily.

### Nosticové v Čechách

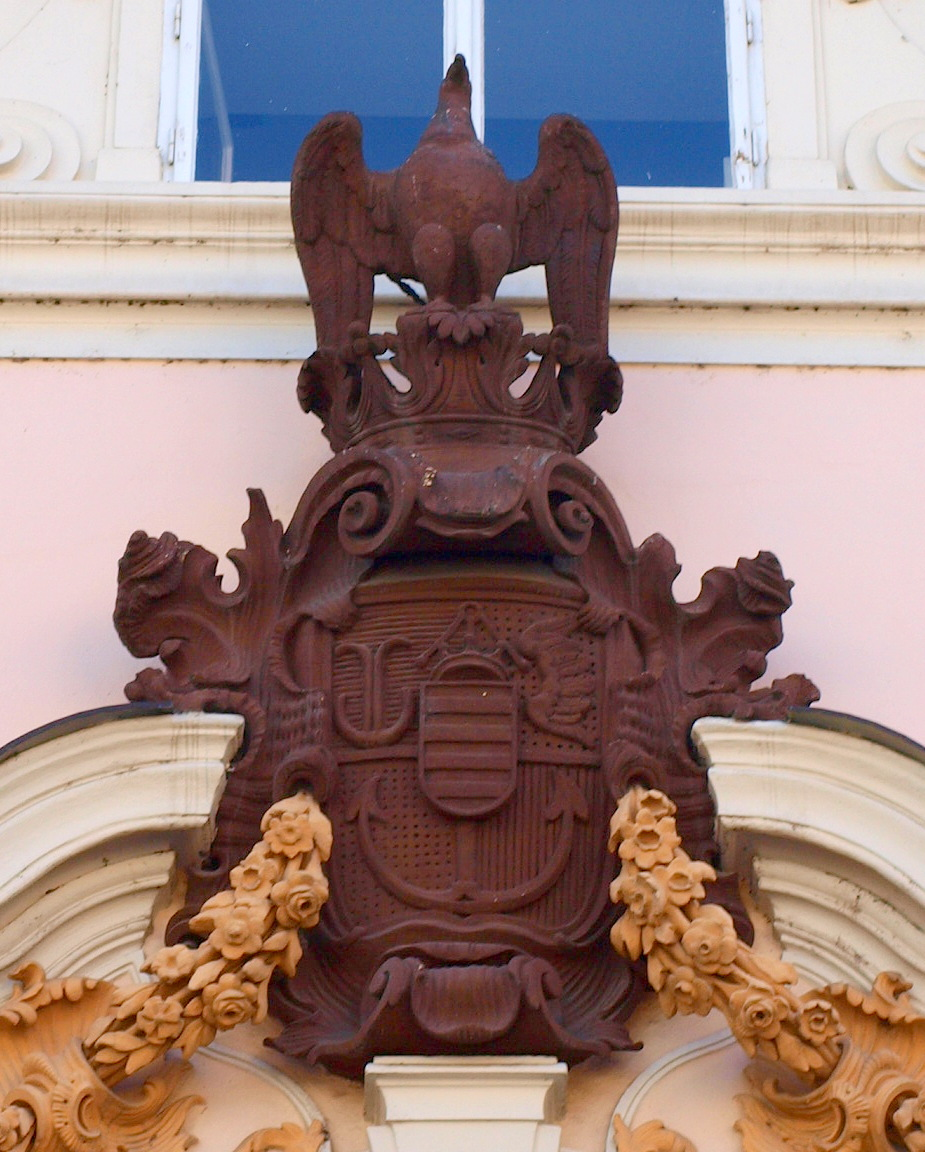
Erb rodu Nosticů na paláci Sylva-Taroucca v Praze v ulici Na příkopě

Do Čech jako první přichází Hanuš, který se usadil v Praze roku 1528, v okolí vlastnil malý statek a později byl přijat za obyvatele království.
Otto z Nostic se jako první prosadil mezi českou šlechtou. Během stavovského povstání stál na císařově straně, stal se říšským dvorským radou, po konfiskacích roku 1620 koupil Sokolov, Řehlovice, Hliňany a domy na Malé Straně. Zemřel v roce 1630.
Česká hraběcí větev Nosticů má počátky u Hartwiga z Nostic, který založil linii z Čochy. Jeho pravnuk Jan Mikuláš z Nostic († 1619) coby zemský hejtman volovského knížectví, zanechal dva syny, Otu II. (1608–1669) a Jana Hartwiga, z nichž první se stal praotcem linie na Rokytnici. Ota II. byl významným členem slezské zemské vlády, tajným císařským radou a držel statky nejen ve Slezsku a Lužici, ale právě i v Rokytnici. Otův syn Kryštof Václav z Nostic-Rokytnic (1648–1712) získal roku 1673 lénem Rienecké hrabství (získal ho společně se svým strýcem Janem Hartvíkem z mladší linie Nostic-Rieneck), povznesl tuto linii roku 1675 do českého a roku 1692 do říšského hraběcího stavu. Tato větev (Nostic-Rokytnic) rodu končí po meči v roce 1890 Josefem hrabětem z Nostic (Josef Graf von Nostitz-Rokitnitz,1821–1890).
Strýc posledně jmenovaného, Josef Dětmar hrabě z Nostic (2. května 1794 – 15. prosince 1871), po sobě zanechal vdovu Matildu Pavlínu hraběnku Nosticovou († 12. července 1881), rozenou baronku des Granges. Ta byla poprvé vdána za J. V. Helfera, věhlasného přírodovědce a cestovatele († 30. ledna 1840 na Andamanských ostrovech), kterého doprovázela na jeho cestách do orientu a jehož cesty popsala v knize Johann Wilhelm Helfers Reisen in Vorderasien und Indien („Cesty Jana Viléma Helfera do Přední Asie a Indie“ ve 2 svazcích, Lipsko 1873).
Zakladatelem rodové linie Nosticů-Rienecků (tzv. mladší větve) byl druhý syn již zmíněného Jana Mikuláše z Nostic Jan Hartwig či Jan Hartvík (1610–1683), jenž se přestěhoval z Lužice do Čech a působil jako císařský tajný rada a v letech 1652–1683 jako nejvyšší kancléř českých zemí. Získal zde velké jmění, zdědil Falknov (Sokolov), Jindřichovice, Řehlovice i dům v Praze, který přestavěl na palác, nakupoval další statky, jako např. Pakoměřice, Líbeznice, Trmice, Žernoseky a obdržel lénem i část hrabství Rieneck ve Frankách (dnes v povodí Mohanu a na středním Rýně v Německu).
Jako dědictví ze závěti nabyl roku 1631 Jan Hartvík právo užívat titulu svobodný pán, po svém předku Otovi z Nostic, povýšeného již roku 1623 v Sokolově, roku 1641 byl Jan Hartvík povýšen do hraběcího stavu v českých zemích, roku 1651 do říšského hraběcího stavu a roku 1673 mu byla lénem propůjčena část hrabství Rieneck. Hlavním sídlem linie Nosticů-Rienecků byl nejprve zámek Pakoměřice, a po dokončení zámku Měšice přenesli své hlavní sídlo roku 1775 do Měšic.
Roku 1885 se hraběnka Marie Antonie z Nostic-Rienecku se na svém panství v Průhonicích seznámila s Arnoštem Emanuelem hrabětem Silva-Taroucou, poslancem panské sněmovny, pozdějším poslancem říšské rady a posledním ministrem zemědělství Předlitavska, a v témže roce se za něho vdala. Měli společně 9 dětí.
Po druhé světové válce byla hrabata z Nostic-Rienecku z Čech vysídlena a odsunuta do Rakouska a jejich majetek byl zkonfiskován. Ačkoli zástupci české šlechty dostali po druhé světové válce mnohdy své majetky zpět, u Nosticů tomu tak nebylo, protože se jednalo o původně německý rod z Lužice, a to navzdory tomu, že se rodina v roce 1910 přihlásila k české národnosti. Rod Nosticů však považoval České království za svůj nový domov, kterému dal mnoho vzdělaných příslušníků, jež byli českými vlastenci. V roce 1689 koupil Antonín Jan z Nostic při svém pobytu ve Švédsku 133 historických listin, odvezených Švédy z Prahy. Ty pak daroval stavovskému archivu. Jan Dětmar z Nostic byl u počátku Muzea Království českého. Jedním z vychovatelů synů Františka Antonína z Nostic byl i jeden z otců českého jazyka Josef Dobrovský. Ervín Felix z Nostic byl politicky činný v ústavověrné straně, byl členem panské sněmovny. Byl i předsedou Společnosti vlasteneckých přátel umění a Moderní galerie Království českého. Nosticové neznali národní šovinismus, nebyli zasaženi ani nacistickou ideologií. V časopise Výspa z roku 1931 se píše, že Bedřich Leopold odstranil z věnce od císaře Viléma německé stuhy s poznámkou, že má statky v Československu a úředníci jsou většinou Češi. Řada příbuzných jeho manželky Sofie, rodem z Hohenbergu, skončila v koncentračním táboře Dachau.

### Nosticové ve Slezsku

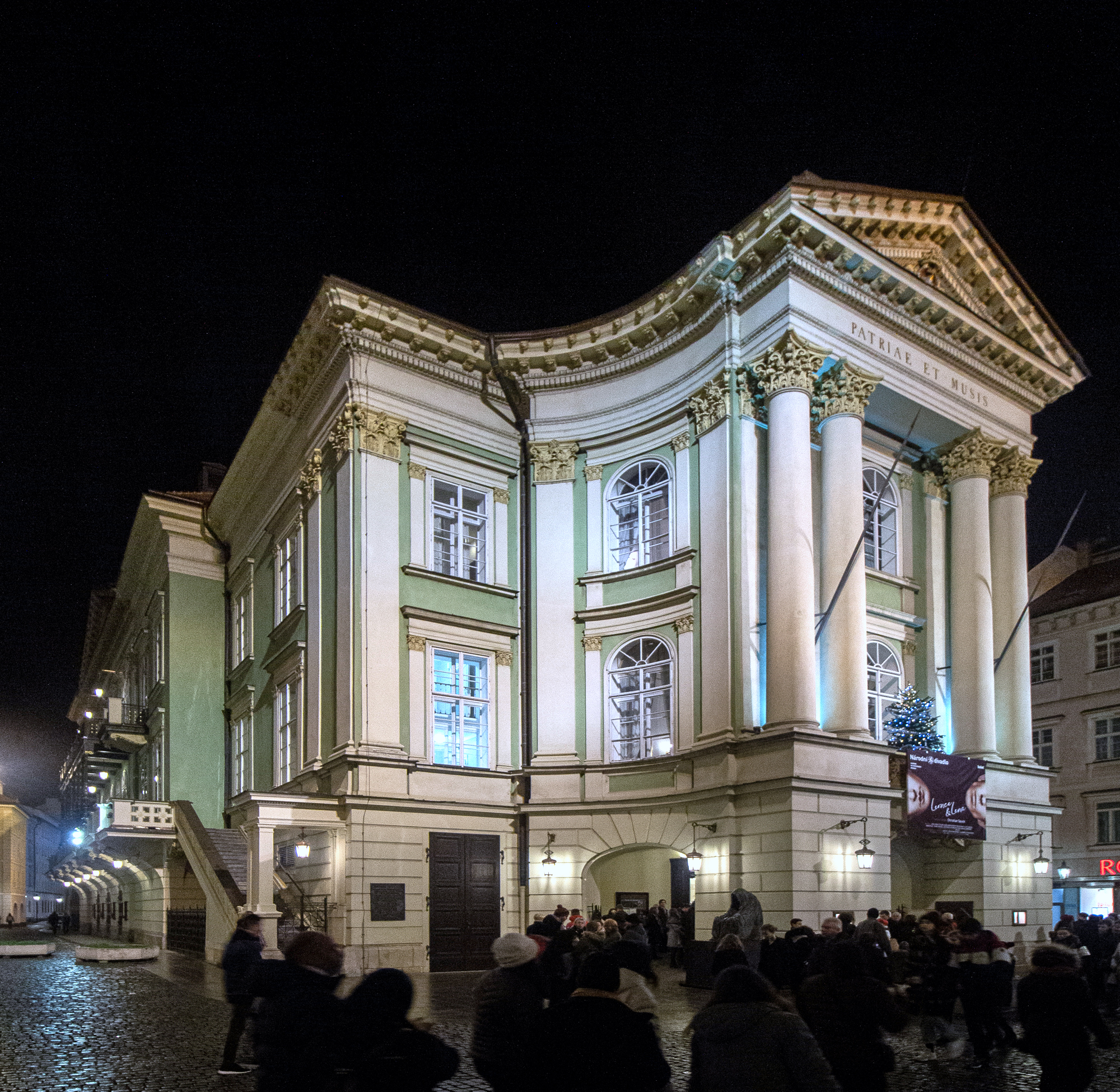
Noční pohled na Stavovské, původně Nosticovo divadlo. Na nápisu ve štítu je vepsáno jméno stavitele divadla, hraběte Františka Antonína.

Slezská rodová větev měla hlavní panství v dolnoslezském vojvodství, kde sídlila na zámku v Jaworu, který (po zplundrování švédskou armádou ve třicetileté válce) musel dát Otto II. z Nostic (1608–1669) v roce 1655 zrenovovat. 
- Ota II. po sobě zanechal rukopisný deník ze svých cest. Z domova odešel v roce 1626, přes Štasburk putoval do Švýcarska, navštívil Ženevu, Lyon, Dijon a Paříž, kde v roce 1627 jeho deník končí. Při svém putování se zajímal o vysoké i taneční školy, vic než Luthera si oblíbil Melanchtona a Erasma Rottterdamského, zajímal se o malíře Dürera a obdivoval cizokrajné předměty, zejména z Ameriky. Jako luterán chválí náboženskou snášenlivost, deník je psán německy a obsahuje latinské i francouzské pasáže. Vyplývá z něj, že Ota II. měl dobrou znalost českých dějin.[5]

Roku 1711 byli slezští Nosticové povýšeni do hraběcího stavu. Z této větve pochází Ransauerská linie Damitschů ze Slezska, včetně pruského generála August Ludvík Ferdinand hrabě z Nostic.
- František Antonín (1725–1794) sloužil v četných a významných úřadech ve státní správě, byl radou a zemským soudcem. Dotáhl to až k postu nejvyššího purkrabího a prezidentu královského gubernia, kterou zastával v letech 1782–1787. Proslul stavební činností, protože na všech svých panstvích nechal vystavěn zámky a kostely, v Praze v letech 1781–1783 z jeho iniciativy vzniklo divadlo, které po něm bylo pojmenováno, dnešní Stavovské divadlo. Tam se za života hraběte konala velmi úspěšná premiéra Mozartovy opery Don Giovanni, kterou zde skladatel sám dirigoval. František Antonín měl čtyři syny, ke kterým najal zdatné vychovatele jako např. F. M. Pelcla či Josefa Dobrovského, který u rodiny strávil jedenáct let. K výuce i vlastnímu bádání jim sloužila rozsáhlá nosticovská knihovna, která v té době čítala na 10 tisíc svazků a patřila k největším a nejvýznamnějším. Jeho děti rod rozšířily do dvou dalších větví. Starší založil jeho syn Bedřich Jan, mladší jeho syn Jan Nepomuk.

Nepomukův syn, Albert František z Nostic-Rienecku (1807–1871), působil jako nejvyšší zemský maršálek, předsedal mnoha hospodářským, dobročinným či vědeckým spolkům. Obě větve se psaly Nostitz-Rieneck.
Dnešní potomci rodu žijí v zahraničí, především v Rakousku.

## Panství Nosticů
Nostitz (do roku 1439)

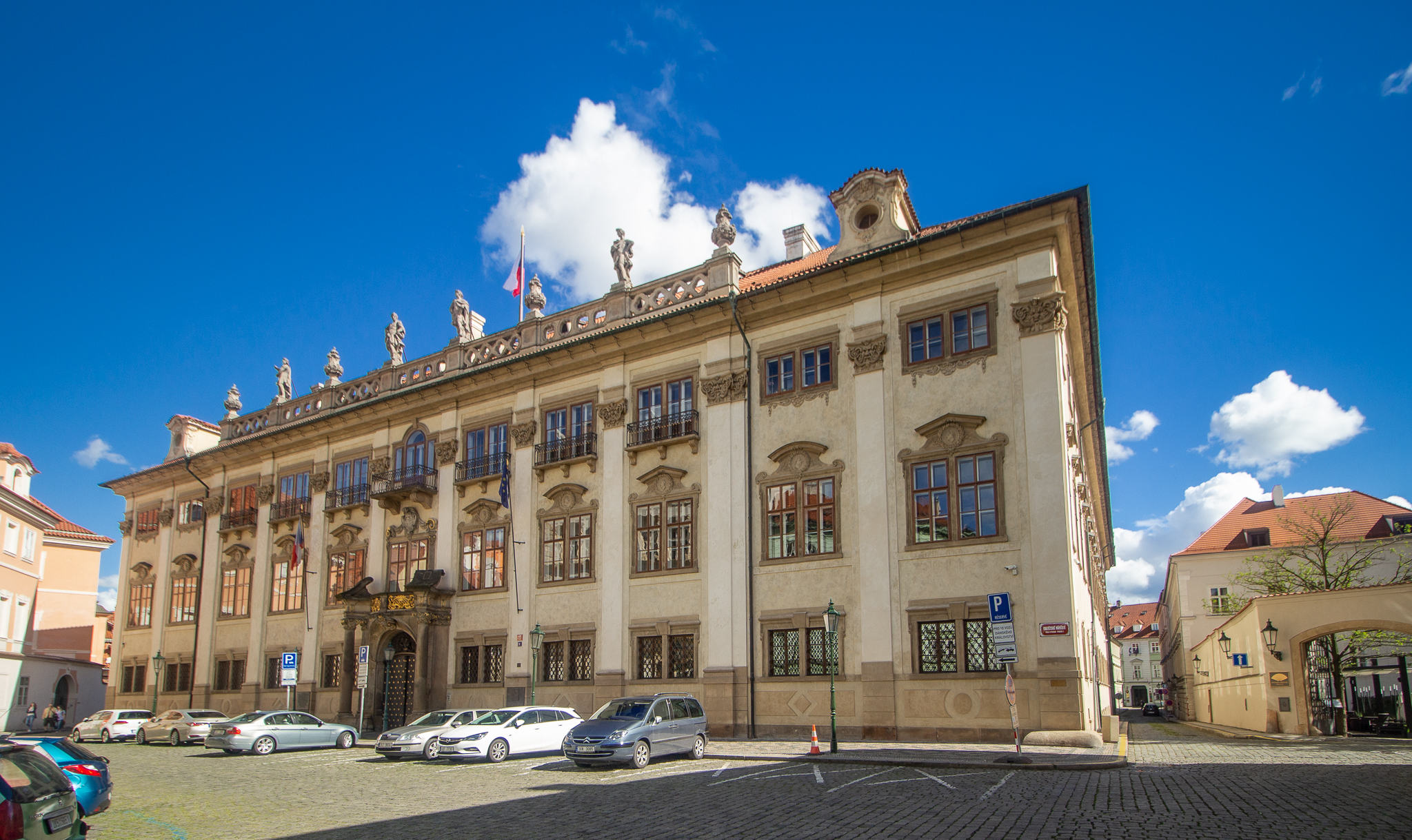
Nosticovský palác na Malé Straně v Praze

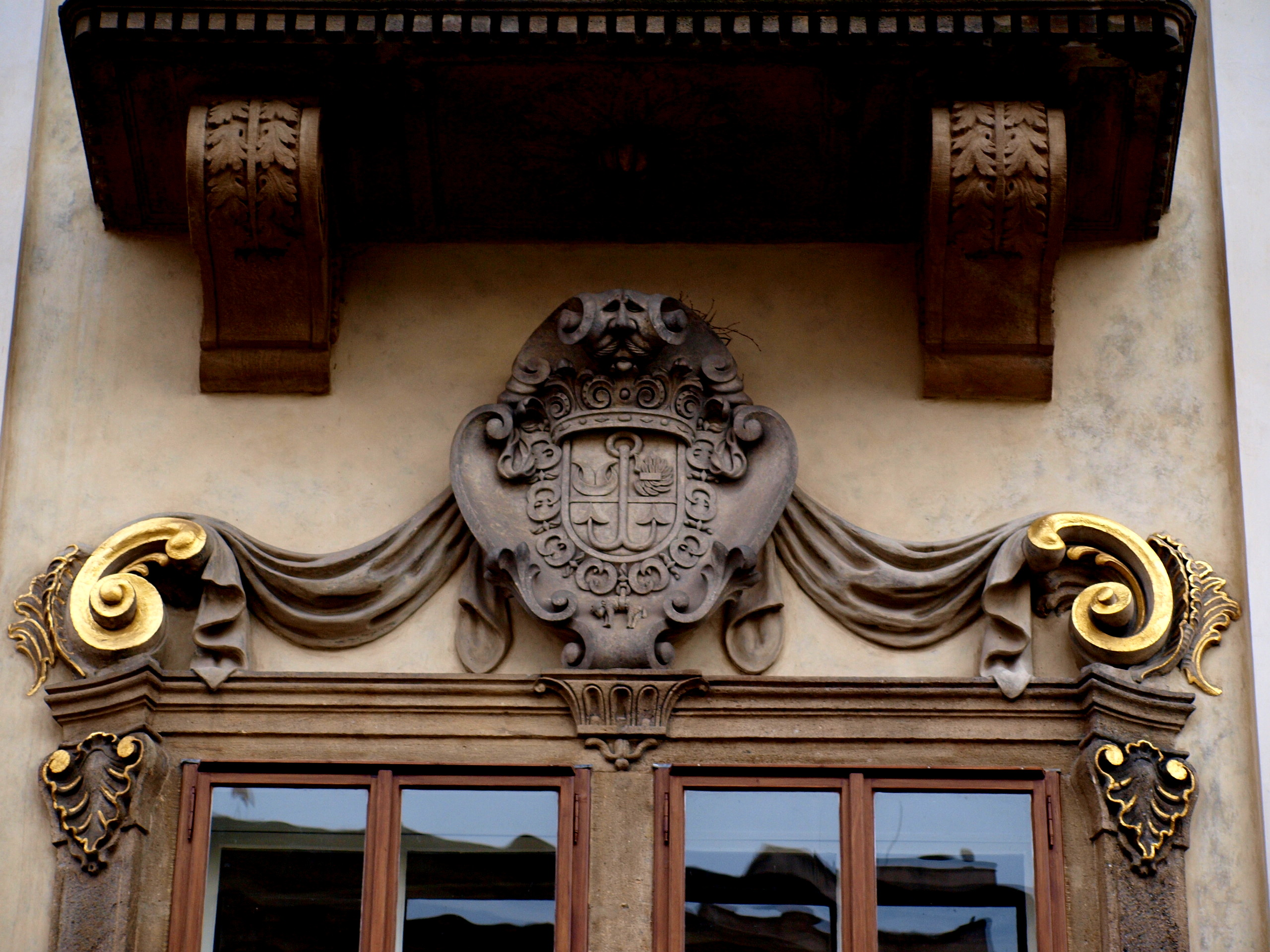
Rodový erb na paláci

Rodové panství je doloženo k roku 1280, kdy v Nostitz (Horní Lužice) stála tvrz, kterou v polovině 15. století prodal Kašpar z Nostic pánům z Budyšína. Později zakoupil jiné statky, které rozdělil mezi své tři syny. Původní tvrz byla přestavěna na zámek. Za napoleonských válek byla vypálena francouzskými vojáky.
Praha
Nostický palác (1628–1945)
V roce 1628 koupil Otto z Nostic dva domy na Malé Straně. Ty zdědil v roce 1630 jeho synovec Jan Hartvík z Nostic. Ten zde nechal v letech 1658–1660 postavit palác, ve kterém byla ve dvou sálech umístěna knihovna. Ta dnes zahrnuje 15 tisíc svazků.
Falknovské panství
Sokolovský zámek (1622–1945)
Po zkonfiskování panství Šlikům pro účast ve stavovské povstání jej získal do zástavy Otto z Nostic, který jej později koupil. Zámek byl švédskými vojsky v roce 1647 pobořen a o rok později vypálen. Obnovu nechal provést v letech 1659–1663 Jan Hartvík z Nostic. Kolem roku 1730 bylo okolí zámku upraveno ve stylu francouzského parku. Na počátku 19. století proběhla přestavba zámku v klasicistním stylu.
Statek Chlumek (1765–1945)
Statek Chlumek (Perglas) koupil František Václav z Nostic a připojil ho k sokolovskému panství. Původní renesanční tvrz z roku 1570 nechal přestavět na sýpku. V 1. polovině 18. století byl jako nové panské sídlo postaven zámeček, později přeměněn na sídlo správce statku. Leopold z Nostic nechal v letech 1893–1894 postavit novobarokní zámek. Ten se stal jeho sídlem. V roce 1945 byl zkonfiskován, neudržovaný objekt chátral a v roce 1983 byl zbořen.
Statek Kamenice (1761–1945)
Kamenici získali Nosticové v roce 1761 a připojili ji k sokolovskému panství. Původní tvrz ze 16. století byla ve 2. polovině 18. století přestavěna lovecký zámeček, který krátce poté vyhořel. Byl však obnoven a v obci stál až do 60. let 20. století, kdy byl zbořen.
K sokolovskému panství patřily obce a osady Boučí, Březová, část Bystřiny, Lobzy, Novina, Paseka, Hrušková, Vítkov, Rovná, Rudolec, Vranov, Citice, Dasnice, část Hlavna, Šabina, Bukovany, Lísková, část Svatavy, Lomnice, Týn, Dolní Nivy, Dolní Rozmyšl, Jehličná, Královské Poříčí, Těšovice, Staré Sedlo, Horní a Dolní Rychnov.
Jindřichovické panství (1627–1945)
Jindřichovice
Panství koupil Otto z Nostic v roce 1627, krátce po konfiskaci tohoto panství Šlikům. Za Jana Hartvíka z Nostic došlo v roce 1658 k obnově kostela a v roce 1672 i zámku. K dalším úpravám zámku došlo ve 2. polovině 19. století za Ervína z Nostic. Nedaleko jindřichovického zámku vznikla na počátku 18. století lovecká obora a roku 1769 lovecký zámeček. Ten nechal postavit František Antonín z Nostic a nazval ho „Mes Ideés“. Později byl přejmenován na Favorit. V letech 1898–1899 byl zbořen a nově vystavěn v letech 1904–1906. K jindřichovickému panství patřily dále Hradecká, Javořina, Milíře, Krásná Lípa, Přebuz, Břidlová, Nová Ves, Rotava, Obora, Šindelová, Heřmanov, Loučná a Stará.
Kraslické panství (1667–1945)
Kraslice
Panství koupil v roce 1667 od Šumburků Jan Hartvík z Nostic. Panství bylo důležité zejména svými doly na cín, měď, stříbro a olovo. V Kraslicích Nosticové postavili pivovar, který vařil pivo až do roku 1904. Kraslické panství zahrnovalo i Bublavu, Stříbrnou, Hraničnou, Smolnou, Sněžnou a Tisovou.
Trmické panství (1628–1919)
Horní i Dolní Trmice koupil Jan Hartvík z Nostic v roce 1662. Ty prožívaly za Nosticů období velkého rozvoje. Za Alberta z Nostic zde byl postaven cukrovar a on sám se zasloužil o vybudování pomníku Přemysla Oráče v nedalekých Stadicích. Dobré vztahy s obyvateli obce se projevily i tím, že byl zvolen starostou obce. Byl jím až do své smrti v roce 1871.
Významným statkem v trmickém panství byly Hliňany. Ty koupil Otto z Nostic krátce po konfiskaci Janu Mikulášovi Hochhauserovi pro jeho účast na stavovském povstání. Za Nosticů zde došlo k přestavbě původní tvrze na zámek a jeho dalšímu rozšíření v 18. století. Trmické panství zahrnovalo i Řehlovice, ke kterým byly v roce 1629 připojeny Hliňany, dalšími statky byly Roudníky a Předlice.
Měšické panství (1651–1945)

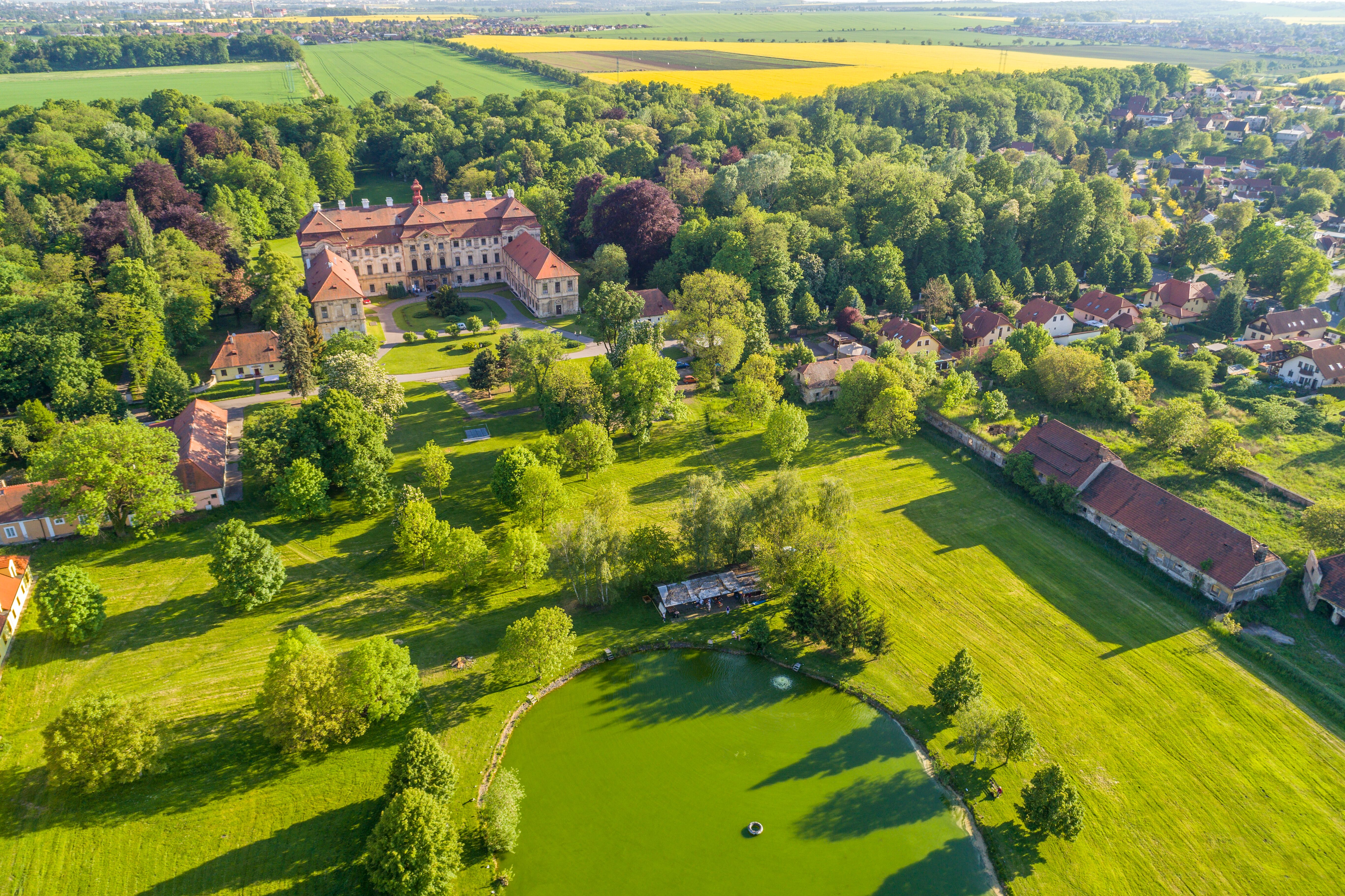
Zámek Měšice spolu s parkem a hospodářským dvorem

Měšice koupil Jan Hartvík z Nostic v roce 1651 od pánů z Černhauzu. V létech 1767–1775 zde František Antonín z Nostic nechal postavit zámek. Zámek se může pyšnit tím, že zde byl v roce 1775 instalován první hromosvod v Čechách umístěný na budově. K měšickému panství patřily Líbeznice, Pakoměřice a Mratín.
Žernosecké panství (1667–1916)
Velké Žernoseky koupil v roce 1667 Jan Hartvík z Nostic, za kterého došlo k přestavbě původní tvrze na barokní zámeček. Od roku 1885 byl spolumajitelem zámku Arnošt Emanuel Silva-Tarouca, manžel dědičky panství Marie Antonie z Nostic-Rienecku. V roce 1916 prodali manželé zámek J. Oppeltovi, pražskému obchodníku s vínem. Žernosecké panství zahrnovalo i Libochovany, které koupil v roce 1667 Jan Hartvík z Nostic.
Další statky Nosticů
Dalšími statky Nosticů byly: Žďárské panství (1662–1803), statek Hřebečníky (1684–1874), Průhonické panství (1800–1927), statek Slabce (1847–1866), Statek Štiřín (1831–1870), panství Planá (1827–1945), panství Rokytnice (1627–1945).

## Erb

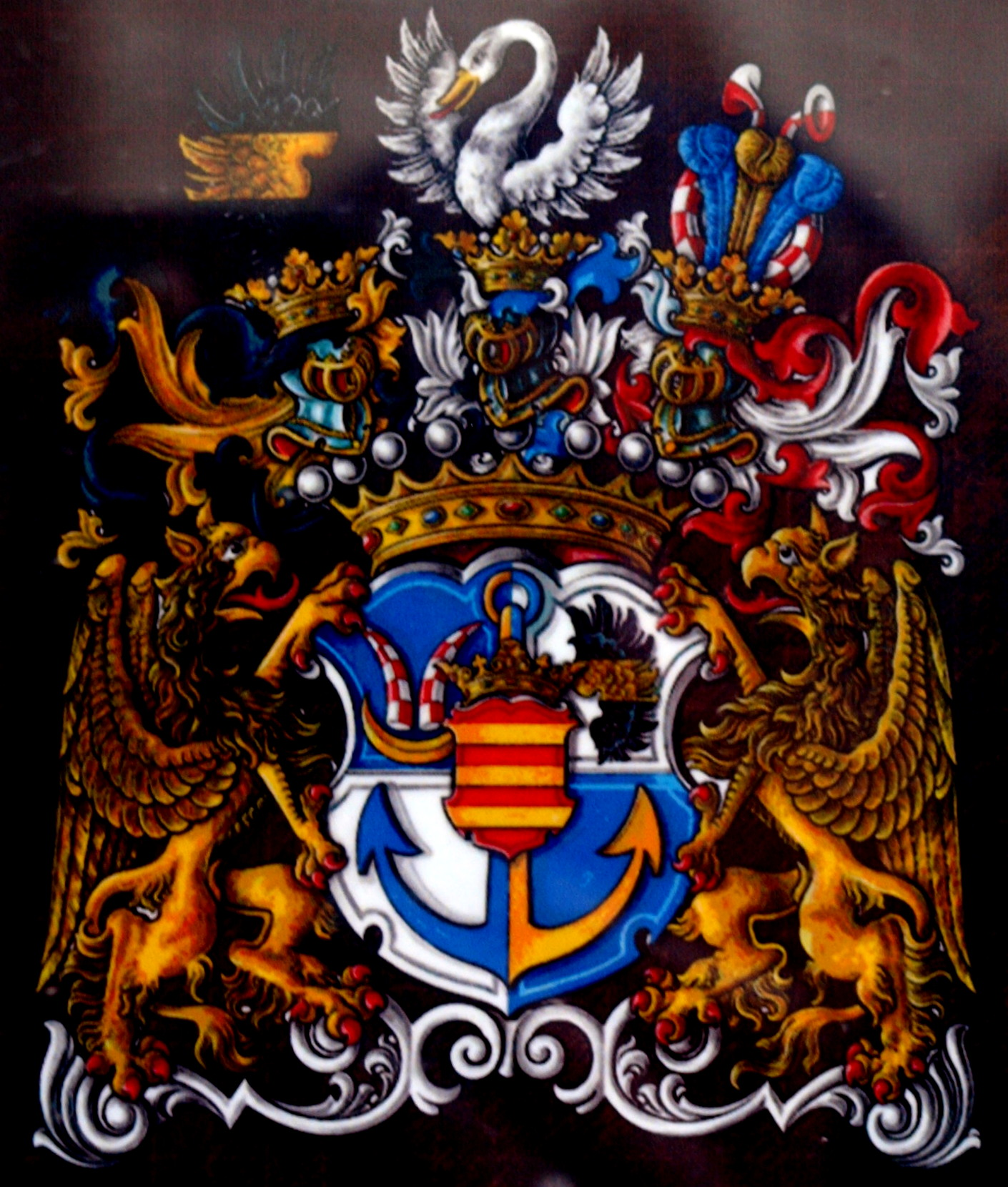
Erb rodu na zámku Průhonice

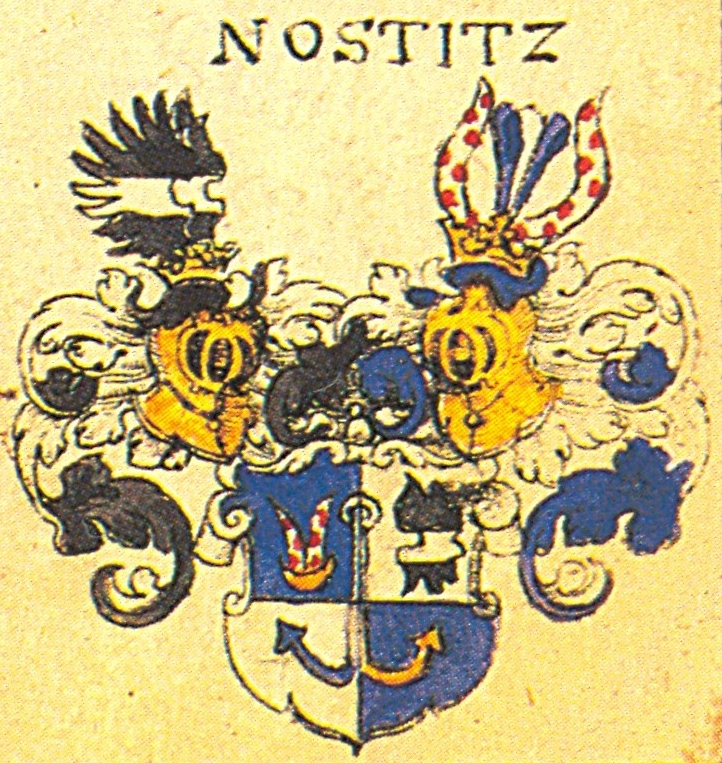
Erb rodu podle Johanna Siebmachera

Rodový erb byl po povýšení do panského stavu rozčtvrcen, znázorňuje v modrém poli dva stříbrně a červeně šachované volské rohy, dále pak černé křídlo se zlatým břevnem a zlatomodrou kotvu. Na přilbě se stříbrno-červeným pláštěm spočívají tytéž rohy. Později do znaku přibyl erb hrabat z Rienecku.

## Významné osobnosti rodu Nosticů
- Jan Hartvík z Nostic (1610–1683), zakladatel linie Nostitz-Rieneck
- Kryštof Václav z Nostic-Rokytnice (1648–1712), hejtman různých slezských knížectví, sběratel a mecenáš
- Antonín Jan z Nostic (1652–1736), český šlechtic a vysoký zemský úředník
- František Václav z Nostic-Rienecku (1697 – 1765), český šlechtic, c.k. komorník, dvroní rada a sběratel umění
- Josef Vilém z Nostic (1706–1787), český šlechtic a vysoký zemský úředník
- František Antonín z Nostic-Rienecku (1725–1794), český šlechtic a mecenáš, podporovatel české kultury
- Bedřich Mořic z Nostic-Rienecku (1728–1796), polní maršál, prezident Dvorské válečné rady, rytíř Řádu zlatého rouna
- Jan Nepomuk z Nostic-Rienecku (1768–1840), c.k. polní podmaršál, hrdina napoleonských válek
- August Ludvík z Nostic (1777–1866), pruský generál
- Jiří Karel z Nostic (1781–1838), generálporučík armády Ruského impéria
- Albert František z Nostic-Rienecku (1807–1871), český politik, nejvyšší maršálek zemského sněmu
- Heřman z Nostic-Rienecku (1812–1895), c.k. generál jízdy
- Hugo z Nostic-Rienecku (1814–1884), poslanec českého zemského sněmu
- Josef z Nostic-Rienecku (1821–1890), poslanec českého zemského sněmu, člen Panské sněmovny, prezident Společnosti vlastenského musea v Čechách,
- Albert Karel z Nostic-Rienecku (1843–1929), c.k. polní podmaršál, nejvyšší hofmistr následníka trůnu Františka Ferdinanda
- Jan z Nostic-Rienecku (1847–1915), c.k. polní podmaršál, vychovatel následníka trůnu Františka Ferdinanda
- Karel Ervín z Nostic-Rienecku (1850–1911), poslanec českého zemského sněmu, člen Panské sněmovny
- Josef z Nostic-Rienecku (1878–1946), poslanec českého zemského sněmu, člen Panské sněmovny
- Helene von Nostitz (1878–1944), spisovatelka a salonní dáma
- Žofie hraběnka z Nostic-Rienecku, rozená kněžna z  Hohenbergu (1901–1990), dcera následníka rakouského trůnu, arcivévody Františka Ferdinanda d'Este
- Mathilda Nostitzová, provdaná Quagliotti (1936–2021)

## Příbuzenstvo
Spojili se s Clam-Gallasy, Kounici, Valdštejny, Metychy z Čečova, Silva-Taroucy, Lažanskými, s rodem Belcrediů či Beesů z Chrostiny a na Cöllnu.